# Ернестина Елеонора фон Сайн-Витгенщайн-Берлебург
Ернестина Елеонора фон Сайн-Витгенщайн-Берлебург (на немски: Ernestine Eleonore zu Sayn-Wittgenstein-Berleburg; * 24 септември 1731, Берлебург; † 5 юни 1791, Франкфурт на Майн) е графиня от Сайн-Витгенщайн-Берлебург-Лудвигсбург и чрез женитба графиня на Изенбург-Бюдинген-Филипсайх при Драйайх.

## Произход
Тя е дъщеря на граф Лудвиг Франц фон Сайн-Витгенщайн-Берлебург-Лудвигсбург (1694 – 1750) и съпругата му графиня Хелена Емилия фон Золмс-Барут (1700 – 1750), дъщеря на граф Йохан Кристиан I фон Золмс-Барут (1670 – 1726) и графиня Хелена Констанция фон Донерсмарк (1677 – 1753). Сестра е на Констанца София (1733 – 1776) и Хелена Шарлота София (1739 – 1805).
Ернестина Елеонора умира на 5 юни 1791 г. на 59 години във Франкфурт на Майн и е погребана във Филипсайх.

## Фамилия
Ернестина Елеонора фон Сайн-Витгенщайн-Берлебург се омъжва на 9 април 1776 г. във Филипсайх, Драйайх, за граф Кристиан Карл фон Изенбург-Бюдинген-Филипсайх (* 28 юни 1732, Филипсайх при Драйайх; † 26 март 1779, Филипсайх), вдовец на сестра ѝ Констанца София († 8/30 януари 1776), син на генерал граф Вилхелм Мориц II фон Изенбург-Бюдинген-Филипсайх (1688 – 1772) и Филипина Луиза фон Щолберг-Гедерн (1705 – 1744). Те нямат деца.